# Cornouaille
Cornouaille là một khu vực lịch sử ở Brittany, ở phía tây bắc nước Pháp. Tên gọi này là tương đương trong tiếng Pháp cho vùng Cornwall của nước Anh. Điều này có thể được giải thích bởi khu định cư Cornouaille bởi hoàng tử nhập cư từ Cornwall và sáng lập của Tòa Giám mục của Cornouaille bởi các Thánh cổ xưa từ vùng Cornwall. Hai khu vực nói một tiếng Celt tương tự phát triển thành tiếng Cornwall ở Anh, vào một ngôn ngữ tương tự, tiếng Breton qua eo biển Anh ở Brittany, cả hai tiếng Breton và Cornwall đều có nét tương tự tiếng Wales.
Cornouaille được thành lập trong thời Trung Cổ ở phía tây nam của bán đảo Breton. Trong cùng thời gian này, người di cư khác của Anh thành lập khu vực của Dumnonia (trong tiếng Latin) hoặc Domnonée (tiếng Pháp) ở phía bắc của bán đảo, lấy từ hạt Anh Devon có nguồn gốc từ Dumnonia Latinh.
Ngày 18 tháng 3 năm 1967, tàu chở dầu Torrey Canyon chở 120.000 tấn dầu, đụng phải đá ngầm và hỏng nặng tại Cornouaille, làm chảy ra biển 25.000 tấn dầu, gây ô nhiễm trầm trọng. Máy bay quân sự định đốt dầu trên mặt biển nhưng không hiệu quả.